# صباغة الخيوط
صباغة الخيوط (بالإنجليزية: Yarn Dyeing)‏ هي إحدى طرق الصباغة، تستخدم لصباغة الخيوط المستخدمة في خيوط الخياطة، والأقمشة المحوكة، والسجاد، والمناشف. ومع أن سوق الخيوط المصبوغة صغير مقارنة بسوق النسيج المصبوغ، إلا أنه يتطلب طيفا أكبر من الألوان. جميع أنواع الألياف نظريا يمكن أن تصبغ بطريقة صباغة الخيوط. وهذا يشمل الخيوط المصنعة من غزل الألياف الطبيعية الشعرية (staple-spun)، أو الشعيرات المستمرة، وكلا الخيوط الشريطية (Flat yarn) والخيوط المضخمة (textured yarn)، والخيوط المغزولة من الألياف الاصطناعية الشعرية.
تصبغ الخيوط قبل استخدامها في تصنيع النسيج. صباغة الخيوط أقل كلفة من صباغة الخام أو صباغة الأشرطة الصوفية أو صباغة حبال الألياف لأننا نصبغ هنا فقط المواد المستخدمة فعليا في تصنيع القماش حيث يوجد الكثير من الضياعات في المواد والوقت في من الألياف إلى الخيوط. يمكننا أن نحصل على اختراق جيد وألون جيدة.
تصبغ الخيوط بطريقتين؛ صباغة الشلل (بالإنجليزية: Hank Dyeing)‏، وصباغة العبوات (بالإنجليزية: Package dyeing)‏. ويُرتأى أن صباغة الشلل تعطي خيوطا ذات حجم أكبر وملمس أكثر انتفاخا من الخيوط الناتجة عن صباغة العبوات، ومن الخيوط المغزولة من الألياف المصبوغة. وهذا يعود إلى أن الشلل تكون قادرة على الاسترخاء تماما وغير مقيدة، مما يسمح أيضا ببعض الحركة لبرمات الخيوط قتتوازن في الخيط مما يزيل الشد الناتج عن الغزل. وغزل الشلل هو الطريقة المفضلة في كثير من مصابغ خيوط السجاد.